# 小行星24474
小行星24474（24474 Ananthram）是一颗绕太阳运转的小行星，为主小行星带小行星。该小行星于2000年11月20日发现。

## 轨道参数
小行星24474的轨道半长轴为351 261 219 km，2.3480028 UA，离心率为0.174。